# Loreen

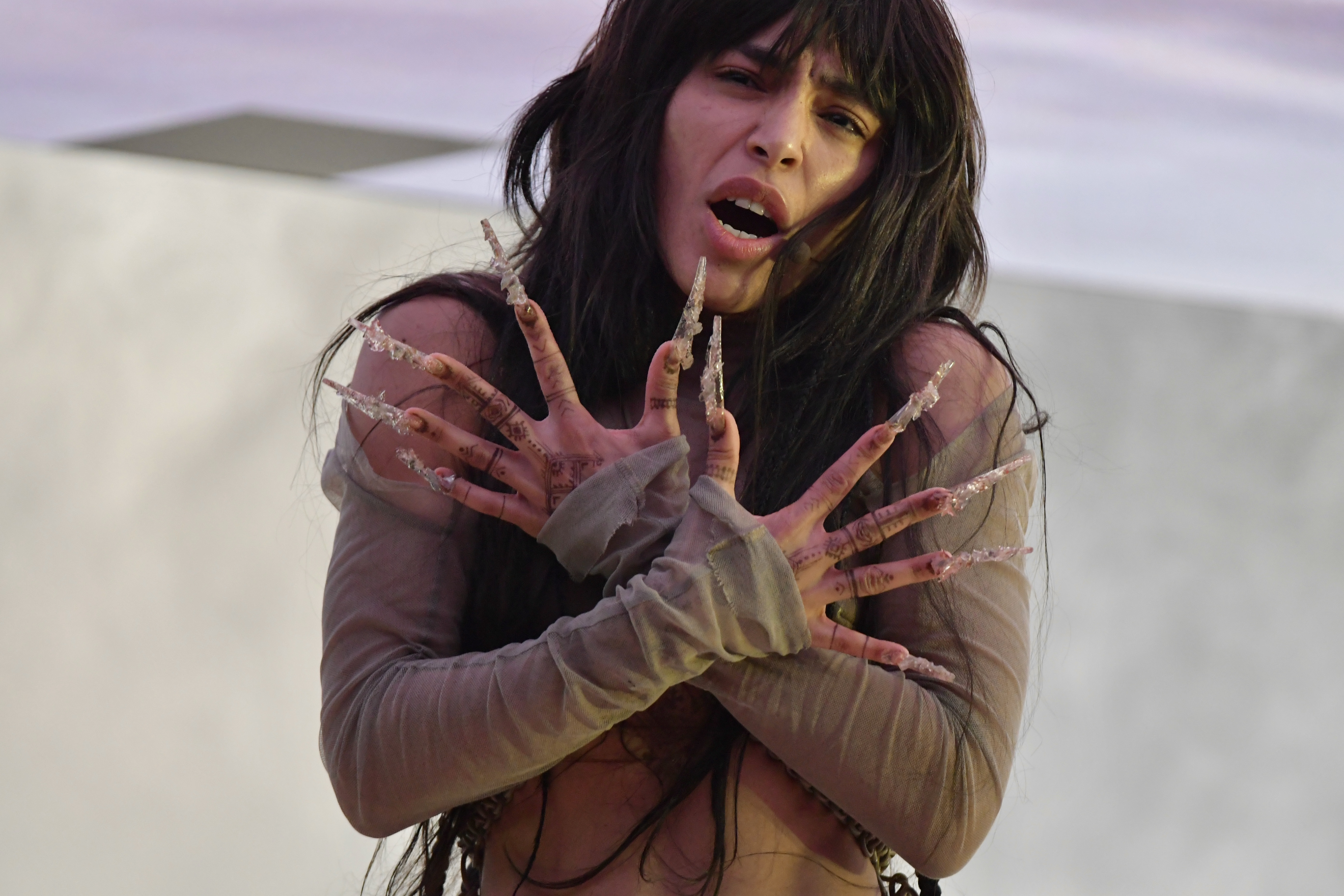
Loreen, vinnare av Eurovision Song Contest 2023.

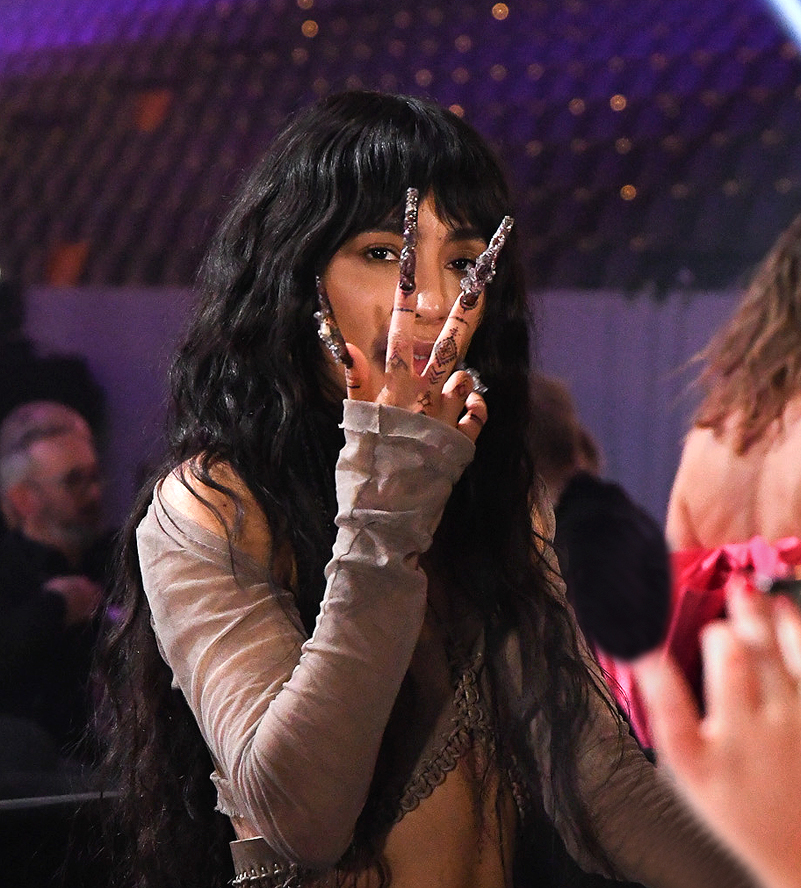
Loreen vid Melodifestivalen 2023.

Loreen ([lɔˈreːn]), egentligen Lorine Zineb Noka Talhaoui, född 16 oktober 1983 i Danderyds församling, Stockholms län, är en svensk sångare och låtskrivare.
År 2004 deltog Loreen i Idol, där hon kom på fjärde plats. Det breda genomslaget kom år 2012 då hon vann Melodifestivalen med låten "Euphoria" och därmed fick representera Sverige i Eurovision Song Contest i Baku i Azerbajdzjan, där hon vann i finalen den 26 maj. Det var då femte gången som Sverige vann denna tävling. Hon slog rekord i att få flest tolvor, 18 stycken.
År 2023 vann Loreen Melodifestivalen. Detta för andra gången och med låten "Tattoo". Hon vann även Eurovision Song Contest som hölls i Liverpool 9–13 maj 2023. Detta gjorde hon som den andra artisten, efter irländska Johnny Logan, och den första kvinnan som vunnit tävlingen två gånger.
I november 2023 utsågs Loreen till Årets Revanschist av Anders Carlbergs minnespris.

## Biografi
Loreen, vars båda föräldrar är av marockanskt ursprung, växte upp i Stockholmsområdet som ett av sex syskon. När hon var sex år skildes hennes föräldrar och modern flyttade med barnen till Västerås och som äldst fick Loreen ta stort ansvar för sina småsyskon under uppväxten. Hon gick på Önstaskolan och sedan på Wenströmska gymnasiet. Under merparten av hennes tonår bodde familjen på Önsta-Gryta i Västerås. Hon förstod sig ha ett speciellt förhållande till ljud av alla slag, de blev som en "egen värld" för fördjupat tänkande och meditation, ett förhållande hon också säger sig ha till musiken. Därför blev mötet med den tuffa, kommersiella underhållningsvärlden en omtumlande och komplicerad erfarenhet långt från hennes egen tidigare känsla. Loreen är bisexuell. Hon är syster till Markiz Talhaoui Tainton som medverkade i Sveriges mästerkock 2014.
Loreen har skapat förvirring i vissa forum då hon i ett antal intervjuer berättat att hennes mamma Choumicha Talhaoui Hansson var 16 år då hon födde Loreen, medan offentliga uppgifter indikerar att mamman i själva verket var 22. I dokumentären "Livet enligt Loreen" uppger mamman att vid Loreens födelse var hon åldersmässigt tre månader innan hon fyllde 16 år.

## Musikkarriär

### Idol 2004
Loreen blev känd för sin medverkan i Idol 2004. Genom att hennes syster anmälde henne utan hennes vetskap, hamnade hon snabbt i detta för henne oplanerade sammanhang, men hon antog utmaningen. Hon slutade på fjärde plats i tävlingen och var därmed näst sist med att bli utslagen före finalen.
Hon var en av 40 artister som valdes ut från slutaudition att gå vidare till kvalveckan, som pågick mellan den 13 och den 17 september 2004. Hon framförde Céline Dions "Love Is On The Way" i det tredje kvalprogrammet den 15 september, där hon slutade på tredje plats med 17 procent av rösterna och därmed blev utslagen ur tävlingen. Juryn fick dock välja ett så kallat "wildcard" till veckofinalerna av de 10 sångare som blivit trea och fyra under kvalveckan och valde då Loreen. Hon var därmed en av 11 sångare som deltog i veckofinalerna, där en sångare blev utslagen varje vecka. Den första veckofinalen var den 24 september och hon lyckades hålla sig kvar i tävlingen i åtta veckor fram till den 12 november. På albumet Det bästa från Idol 2004 sjunger hon Freestyle-låten "Vill ha dig".
Efter Idol släppte gruppen Rob'n'Raz år 2005 singeln "The Snake" med Loreen som gästartist.

### Melodifestivalen 2011

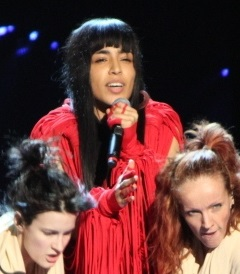
Loreen i Melodifestivalen 2011.

År 2011 kom Loreen tillbaka i och med sitt deltagande i Melodifestivalen 2011 med låten "My Heart is Refusing Me" i den andra deltävlingen i Göteborg den 12 februari. Hon startade som nummer två i sin deltävling och kom på femte plats med 19 749 röster efter den första omgången. I den andra omgången kom hon på fjärde plats med 31 034 röster och tog sig därmed vidare till Andra chansen i Sundsvall den 5 mars. Där slogs hon dock ut i den första omgången, efter att ha förlorat sin duell mot Sara Varga. Hon fick 42 892 röster mot Vargas 54 807. Av de fyra som slogs ut i den första omgången fick hon flest röster totalt. Trots att hon inte tog sig hela vägen till finalen blev låten en hit och låg 19 veckor på Sverigetopplistan mellan den 11 mars och den 15 juli, där den som högst nådde en nionde plats.
Efter succén i Melodifestivalen släppte hon en ny singel den 12 september 2011 med titeln "Sober". På Gaygalan den 6 februari 2012 vann Loreen priset Årets svenska låt för singeln "My Heart is Refusing Me".

### Melodifestivalen och Eurovision Song Contest 2012
Hon tävlade återigen i Melodifestivalen 2012 med bidraget "Euphoria". Hon var den första som kvalificerade sig direkt till finalen i Globen i Stockholm den 10 mars via den första deltävlingen i Växjö den 4 februari. Hon var ensam på scenen tills fram mot slutet av sin låt, då en manlig dansare anslöt sig till numret. Dansaren hon hade med sig på scenen var amerikanen Ausben Jordan. I den första omgången fick hon 78 121 röster, flest av alla i deltävlingen. I den andra omgången fick hon 82 230 röster, flest av de resterande fem bidragen. Hon fick därmed 160 351 röster totalt i sin deltävling, vilket var näst flest under alla fyra deltävlingarna.
I finalen den 10 mars vann hon Melodifestivalen 2012. Hon fick totalt 268 poäng, 70 fler än Danny Saucedo, som kom på andra plats. Av dessa poäng var 154 från folket och 114 från juryn och hon var bådas favorit. Av folket fick hon 670 551 röster, vilket motsvarar 32,7 procent av de 2 053 432 röster som gavs i finalen. Detta gav henne 154 poäng, då 32,7 procent av 473, vilket är den totala summan juryn gav, alltså 154. Hon fick totalt 212 163 röster fler än Danny Saucedo, som genom folkets röster placerades på andra plats. Av juryn fick hon totalt 114 poäng vilket var 22 poäng fler än vad juryn hade gett till Danny Saucedo, som de placerat på andra plats. Av de elva jurygrupperna som röstade i finalen så gav sex av dem 12 poäng, det högsta möjliga, till Loreen. Tre av jurygrupperna gav henne tio poäng, det näst högsta. De andra två jurygrupperna, de från Belgien och Storbritannien, gav henne endast sex poäng. Hon slog ett nytt rekord i antalet röster till ett och samma bidrag i Melodifestivalen, samt fick fler röster totalt i finalen än vad som gavs i varje deltävling till alla bidrag.

Under Melodifestivalen 2012 arrangerade SVT den så kallade "Tredje chansen" där 32 bidrag som ej tagit sig till final de senaste 10 åren deltog i en omröstning på webben och där Loreens "My Heart is Refusing Me" från 2011 deltog i den tredje deltävlingen. Låten vann deltävlingen med hela 37,35 procent av de 19 495 rösterna, vilket motsvarar 7 281 röster. Den fick därmed flest röster under alla fyra deltävlingarna, 3 042 röster fler än vinnaren i den fjärde deltävlingen. 37,35 procent var också den största segerprocenten under alla fyra deltävlingarna, 6,32 procent högre än vinnaren i den fjärde deltävlingens 31,03 procent. På kvällen den 11 mars stod det klart att hon hade vunnit finalen av "Tredje chansen" med 9 416 röster vilket motsvarar 34,57 procent av de 27 241 rösterna som registrerades.

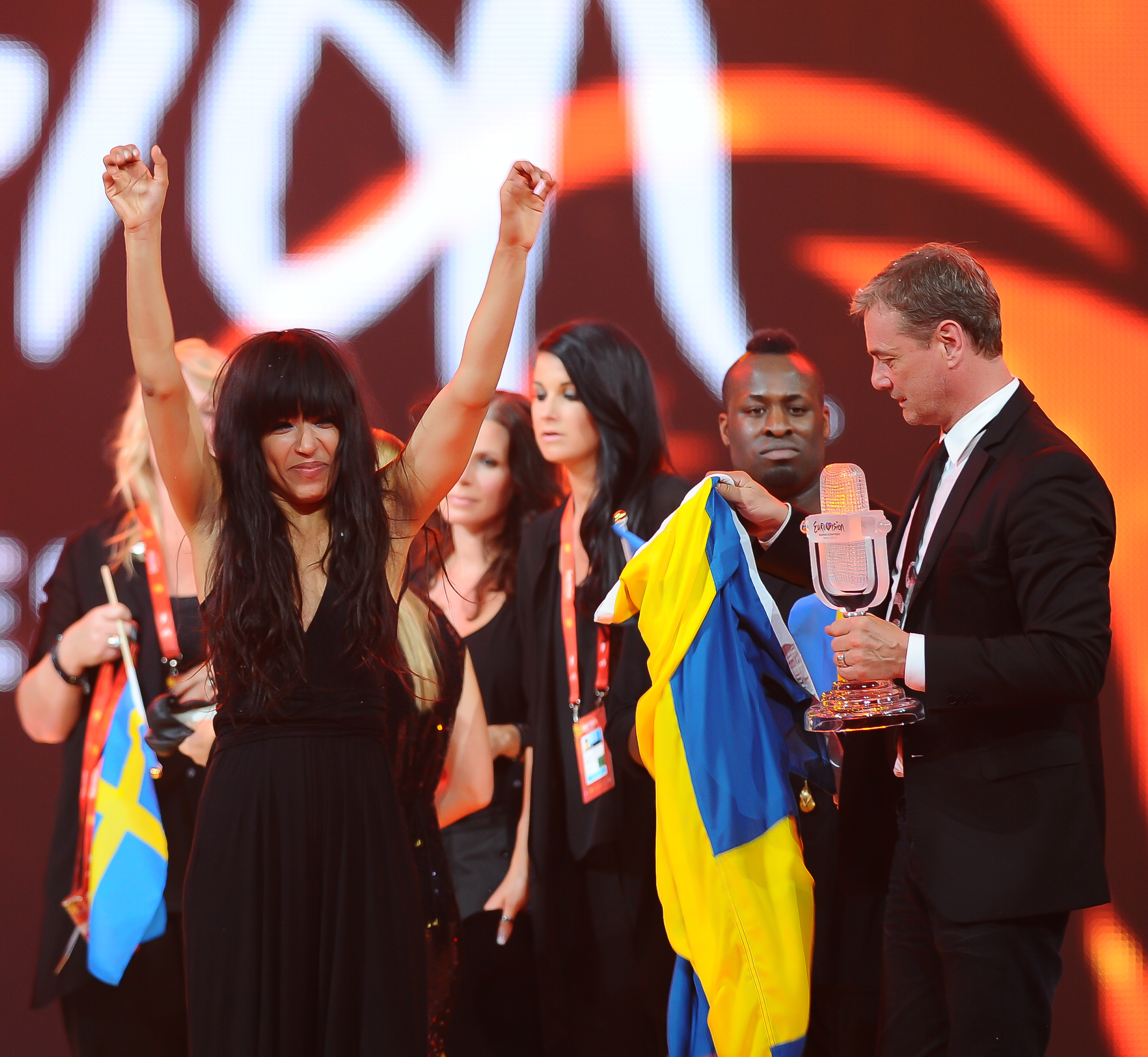
Loreen som segrare i Eurovision 2012.

Hon vann även två av tre stycken Marcel Bezençon Awards, som delades ut efter tävlingen. Hon tog emot "Pressens pris", som röstats fram av journalister, och "Artisternas pris", som röstats fram av tidigare melodifestivalvinnare. Loreen vann dessutom 7 av 25 priser, som fördelades genom Melodifestivalens webbprisevenemang Mebbisgalan 2012.
Den 20 april framförde hon "Euphoria" i finalen av den första säsongen av The Voice of Finland. Hon framförde även "Euphoria" under Humorgalan den 1 maj.
Efter att ha vunnit Melodifestivalen 2012 representerade Loreen Sverige i Eurovision Song Contest 2012 i Baku i Azerbajdzjan. Dansaren Ausben Jordan följde med till Baku men i Eurovision var även tre körsångerskor med. I den andra semifinalen, som sändes den 24 maj, gick hon ut som startnummer 11. Efter omröstningen stod det klart att hon gått vidare till finalen.
En timme innan finalen delades Marcel Bezençon Award ut och Sverige vann två av de tre priserna. Loreen fick The Artistic Award (artisternas pris), som röstats fram av respektive lands kommentatorer och upphovsmännen till "Euphoria" fick The Composer Award (låtskrivarnas pris), som röstats fram av alla bidragens kompositörer.
Finalen hölls den 26 maj. Loreen vann tävlingen med totalt 372 poäng och var därmed endast 16 poäng ifrån att slå det dåvarande poängrekordet som norrmannen Alexander Rybak hade. Hon fick 113 poäng mer än Ryssland, som kom på andra plats. Hon fick poäng från 40 av de 41 röstande länderna och det var Italien som var det enda röstberättigade landet som inte gav poäng till Sverige. Totalt fick hon tolvor från 18 länder, vilket var rekord. I Australien visades också Eurovision Song Contest och en omröstning hölls för skojs skull. Även där vann Loreen, som fick 72 186 röster.
"Euphoria" har legat etta i 16 länder, tvåa i 8 länder och trea i 2, på listor runt om i Europa. I Australien nådde låten en fjärde placering, på listan ARIA Dance Chart. Låten har även sålt platina i Danmark, Finland, Spanien och Österrike. I Schweiz sålde den 2 gånger platina, i Norge 8 gånger platina, i Belgien och Italien guld och i Tyskland 3 gånger guld. På Itunes toppade även låten 2012 hela 21 länder runt om i Europa. I Sverige sålde Euphoria 9 gånger platina. Den låg 43 veckor på Sverigetopplistan, varav 12 veckor på första plats.
Med sitt engagemang för mänskliga rättigheter besökte Loreen vid flera tillfällen människorättsgrupper i Baku för att prata om deras situation och om deras syn på diktaturen i landet, något som kritiserades av regeringen i Azerbajdzjan.

### Melodifestivalen 2017

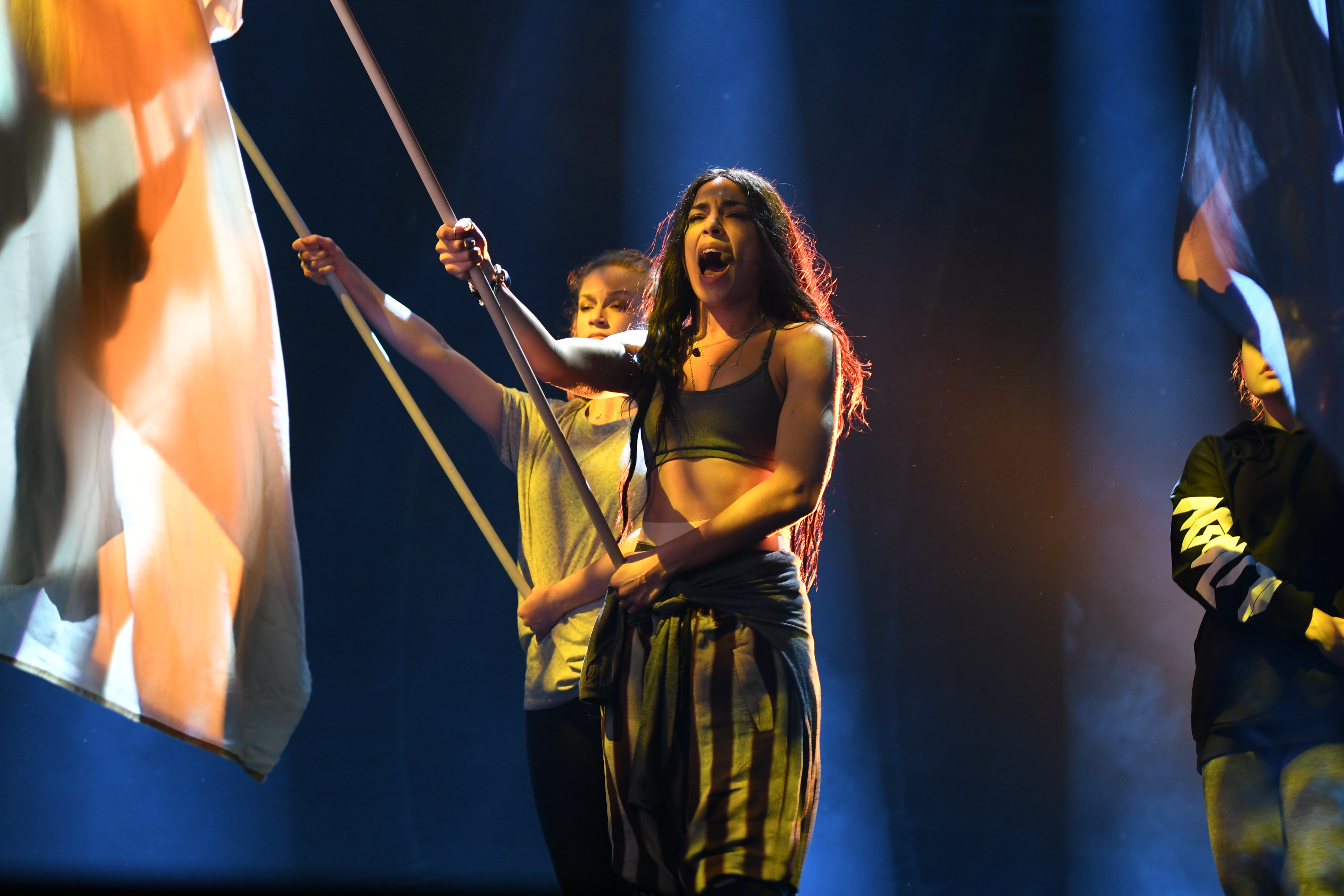
Loreen under en repetition inför Andra chansen i Linköping 2017.

2017 återvände Loreen till Melodifestivalen. Hon tävlade i fjärde deltävlingen med låten "Statements", där hon tog sig till Andra chansen. Efter en duell mot Anton Hagman fick Loreen se sig slagen och missade därmed finalen. Hon var innan bidraget spelades i delfinalen segertippad i finalen. Bidraget handlar delvis om Loreens egen utveckling, men även om hur samhället ser ut och att man inte kan sitta still och inte göra någon förändring. Bidragets framförande visar Loreen i olika åldrar: som barn, tonåring, tjugoåring, sin egen ålder, samt som äldre och samtidigt iscensätts Friheten på barrikaderna samt Kvinnan med handväskan. Bidraget är alltså metaforiskt i form av just referenser till andra konstverk och politiska händelser. Av musikkritiker och kulturpersonligheter sågs bidraget som bland de bästa någonsin i Melodifestivalen. Exempelvis uttryckte Edward af Sillén: "Det är det bästa jag någonsin sett i Melodifestivalen".

### Melodifestivalen och Eurovision Song Contest 2023
År 2023 återvände Loreen till Melodifestivalen med låten "Tattoo", vilket var hennes fjärde deltagande i festivalen. Hon uppträdde i deltävling fyra och gick till final. I finalen utsågs Loreen till vinnare av Melodifestivalen och fick därmed representera Sverige för andra gången i Eurovision Song Contest. I finalen var hon favorittippad hos spelbolagen. Hon vann Eurovision och blev därmed den andra artisten som vunnit tävlingen två gånger, efter Johnny Logan, och den första kvinnan att vinna tävlingen två gånger. Hon vann finalen av Eurovision Song Contest 2023 med 583 poäng genom att få poäng från alla länder utom Finland vid telefonröstningen. I semifinalen blev Loreen tvåa efter Finland. I semifinalen var det enbart telefonröster.

## Mer musik
På kvällen den 29 maj 2012 sändes TV-programmet Loreen - hemkomsten på SVT, live från Hötorget i Stockholm, där Loreen efter hemkomsten från Baku framförde "Euphoria" inför tusentals fans.
Efter den internationellt uppmärksammade segern i Eurovision Song Contest har hon gjort ett flertal framträdanden i olika festivaler och tv-program i Europa, Asien, Afrika och Australien. Länder som Loreen uppträtt i under 2012-13: Australien, Belgien, Cypern, Danmark, Estland, Finland, Japan, Kina, Lettland, Libanon, Marocko, Moldavien, Nederländerna, Norge, Polen, Rumänien, Ryssland, Schweiz, Spanien, Sverige och Tyskland.
Loreens debutalbum Heal, med Loreen även som medverkande låtskrivare, släpptes 24 oktober 2012. Innan dess släpptes singeln "Crying out your name" exklusivt på Spotify.Hon gjorde en turné under sommaren 2012 och släppte en musikvideo till "Euphoria" den 5 juli 2012. Musikvideon regisserades av Marcus Söderlund och spelades in vid Sickla gård i östra Stockholm under 24 timmar.

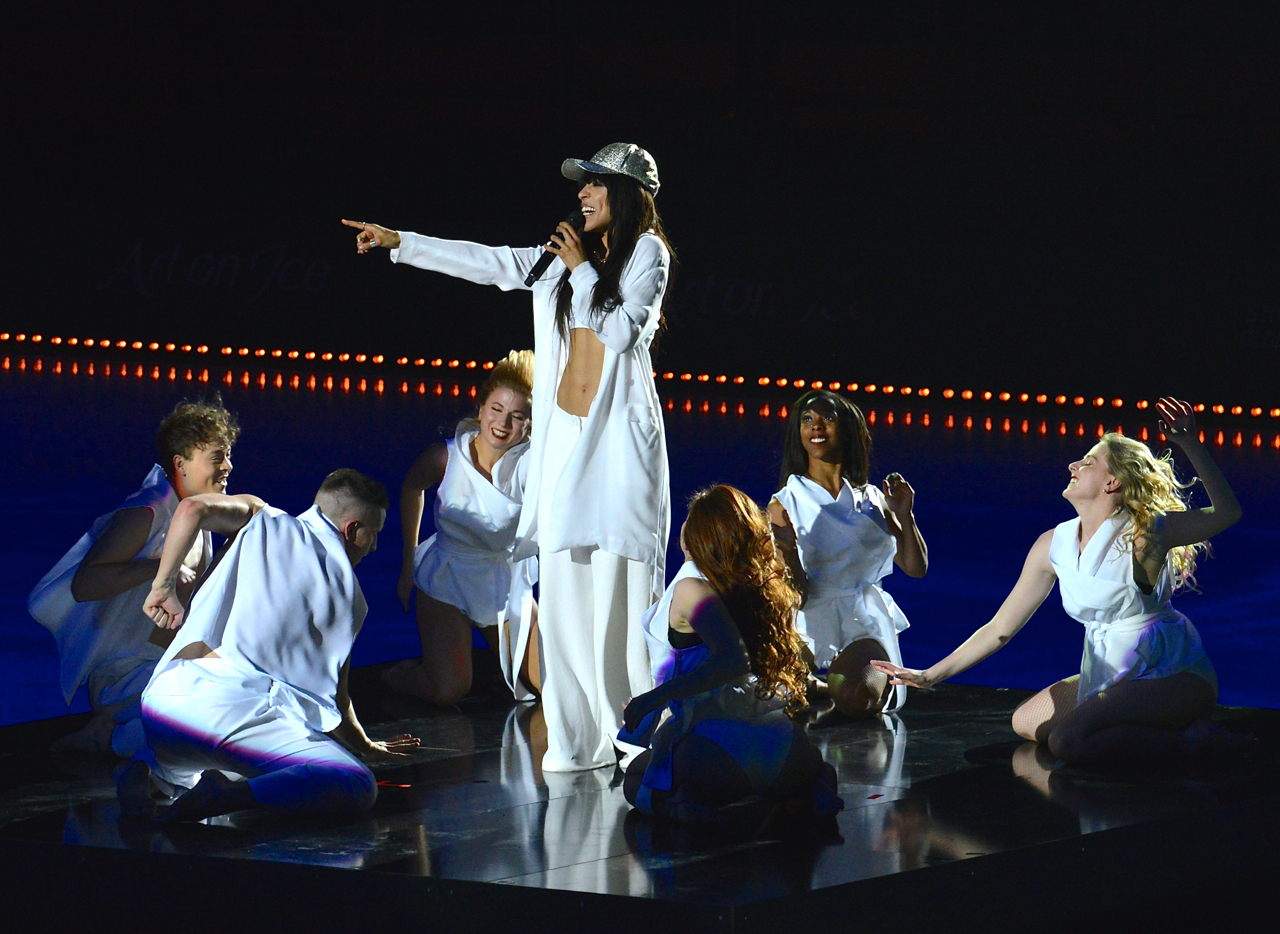
Loreen med sina dansare i Art on Ice i Globen 2014.

Den 21 juni 2012 medverkade Loreen i MTV World Stage på Avenyn i Göteborg. Detta framträdande nominerades senare som Årets konsert (i Sverige) på Rockbjörnen. Loreen nominerades av som en av de fem kandidaterna i kategorierna Årets svenska kvinnliga liveartist samt för Årets svenska låt med "Euphoria". Hon vann två av de tre kategorier hon nominerats till: Årets svenska låt (Euphoria) samt Årets svenska kvinnliga liveartist.
Den 15 juli 2012 medverkade hon för första gången i Allsång på Skansen, och 14 oktober samma år i TV-programmet Moraeus med mera. Loreen blev även nominerad till MTV EMA Worldwide Act som "Bästa svenska artist". Den 10 november 2012 var hon med i Nyhetsmorgon och framförde tre låtar. Bland annat en ny version av hennes vinnar-låt "Euphoria" i en ny lugnare tappning. Hon berättade även att hon inte längre var intresserad av att ställa upp i Melodifestivalen, något hon hade antytt tidigare.
Loreen medverkade som pausnummer i finalen av Norges Melodi Grand Prix 2013 i Oslo Spektrum den 9 februari 2013, där hon framförde "My Heart Is Refusing Me".
Hon släppte i mars 2013 sin musikvideo för låten "Heal" och även låten "Requiem Solution" tillsammans med Kleerup.
Hon har även varit mellanakt i Melodifestivalen 2013 i finalen, där hon framförde en ny version av "Euphoria" tillsammans med elever från Manillaskolan och Adolf Fredriks Musikklasser. Samma version framfördes i Eurovision Song Contest 2013, fast då med musikklasser från Lund och två övriga skolor.

### Ride
Efter "Statements" valde Loreen att satsa på ett nytt musikaliskt uttryck. I augusti 2017 släpptes EP-skivan Nude, där Elliphant medverkade på låten Jungle. Kort därefter rakade Loreen av sig det långa håret, och släppte skivan "Ride" i november 2017. Skivan innehöll en helt annan musikstil än den som fanns på debutskivan. Musiken var mer analog och organisk, inspelad med musiker från indierockbandet Amason. Loreen berättade att musiken rymde ”mycket kvinnlig kraft” och var   influerad av band som Radiohead, The Doors och Jefferson Airplane.
I juni 2018 sjöng Loreen "Nothing Else Matters" på Polarprisets gala där Metallica hyllades. Hon sjöng också den afghanska sången "Da Zamong Zeba Watan" på originalspråket pashto.

### 2020-tal
Efter att 2012 fått sitt stora porträtt bland en samling andra framstående svenskar på Arlanda flygplats "Stockholm Hall of Fame", valdes Loreen och "Euphoria" också in i Melodifestivalen Hall of Fame vid dess instiftande 2020. Hon framförde vid Melodifestivalens speciella hyllningskavalkad 29 februari 2020 det speciella sammansatta verket "Fiction Feels Good" vid sidan om flera andra svenska artister från tävlingens historia.
Hösten 2020 deltog hon i TV4:s Så mycket bättre, där hon sjöng på svenska, vilket ledde till ett vidare projekt att för första gången ge ut en egen samling sånger på svenska. Vintern 2020 medverkade Loreen i På spåret där hon sjöng Toni Braxtons "Un-Break My Heart"
26 mars 2021 släppte Loreen singeln "Sötvattentårar", som hon skrev tillsammans med Petter Tarland och Niclas Carson. Arbetet på ett kommande album med svenska texter fortsatte.
Loreen släppte singeln ”Neon Lights” i maj 2022. Låten skrev hon tillsammans med Maria Jane Smith från Smith & Thell och rapparen Petter ”Professor P” Tarland. Låten producerades av Peter Kvint. ”Neon lights” kunde under sex veckor med start den 31 mars 2022 exklusivt höras vid en provkörning av Lexus NX senaste lansering.
Vintern 2022 återkom Loreen i På spåret där hon sjöng Martha & The Vandellas 60-talshit ”Nowhere to run”.
13 oktober 2023 släppte Loreen singeln "Is It Love", som producerades av Rami Yacoub.
Den 7 november 2023 startade Loreen sin Europaturné The Tattoo Tour i Dublin, som avslutades i Paris 5 december.
I maj 2024 släppte Loreen singeln "Forever". En låt som skrevs tillsammans med Boy Matthews, Zhone och TMS. I oktober 2024 släppte Loreen singeln "Warning Signs". Singeln var ett samarbete med Corey Sanders, Jon Shave och Ina Wroldsen.
Tillsammans med låtskrivarna Jesse St. John och Kyle Shearer släppte Loreen singeln "Gravity" den 6 december 2024. Hon framförde låten i SVT:s Musikhjälpen samma månad.

## TV och film
2005 började hon arbeta inom televisionen, som programledare på för programmet Lyssna på TV400. Då hon började känna sig osäker på vilken väg hon skulle fortsätta reste hon till New York och hälsade på en kompis, som arbetade inom TV-branschen. Genom tillfälligheterna fick hon där själv chansen att prova på mer av den tekniska delen av TV-produktion och bestämde sig för att utbilda sig mer inom området. Efterhand började hon arbeta som inslagsproducent, med redigering, reality-regissör etcetera för program som Värsta pojkvänsakademin på TV3, Matakuten på TV4 och Frufritt på SVT. Hon gjorde dessutom rösten till "Törnrosa" i den svenska dubbningen av filmen Shrek den tredje från år 2007 och rösten till "Smurfan" i filmen Smurfarna år 2011.
Loreen debuterade som skådespelare 2021 i filmen Vinterviken. Den 26 augusti 2021 sjöng Loreen "You're the Voice" på WWF:s direktsända insamlingsgala.

## Diskografi

### Singlar
| År   | Singel                                    | Lista | Lista | Lista | Lista | Lista | Lista | Lista | Lista | Lista | Lista | Lista | Lista | Lista | Lista | Lista | Album                 |
| År   | Singel                                    | AU    | BE    | DK    | EE    | FI    | IE    | IS    | NL    | NO    | CH    | ES    | SE    | UK    | DE    | AT    | Album                 |
| ---- | ----------------------------------------- | ----- | ----- | ----- | ----- | ----- | ----- | ----- | ----- | ----- | ----- | ----- | ----- | ----- | ----- | ----- | --------------------- |
| 2011 | "My Heart is Refusing Me"                 | —     | 44    | —     | —     | 8     | —     | —     | 70    | —     | —     | 41    | 9     | —     | 41    | —     | Melodifestivalen 2011 |
| 2011 | "Sober"                                   | —     | —     | —     | —     | —     | —     | —     | —     | —     | —     | —     | 26    | —     | —     | —     | Heal                  |
| 2012 | "Euphoria"                                | 4     | 1     | 1     | 3     | 1     | 1     | 1     | 2     | 1     | 1     | 2     | 1     | 3     | 1     | 1     | Heal                  |
| 2012 | "Crying Out Your Name"                    | —     | —     | —     | —     | —     | —     | —     | —     | —     | —     | —     | 19    | —     | —     | —     | Heal                  |
| 2012 | "My Heart Is Refusing Me" (Album Version) | —     | —     | —     | —     | —     | —     | —     | 30    | —     | —     | 28    | —     | —     | —     | —     | Heal                  |
| 2013 | "We Got the Power"                        | —     | —     | —     | —     | —     | 90    | —     | —     | —     | 70    | —     | 52    | —     | —     | —     | Singlar utan album    |
| 2015 | "Paper Light (Higher)"                    | —     | —     | —     | —     | —     | —     | —     | —     | —     | —     | —     | 25    | —     | —     | —     | Singlar utan album    |
| 2015 | "I'm in It With You"                      | —     | —     | —     | —     | —     | —     | —     | —     | —     | —     | —     | —     | —     | —     | —     | Singlar utan album    |
| 2015 | "Under ytan"                              | —     | —     | —     | —     | —     | —     | —     | —     | —     | —     | —     | —     | —     | —     | —     | Singlar utan album    |
| 2017 | "Statements"                              | —     | —     | —     | —     | —     | —     | —     | —     | —     | —     | —     | 13    | —     | —     | —     | Melodifestivalen 2017 |
| 2017 | "Body"                                    | —     | —     | —     | —     | —     | —     | —     | —     | —     | —     | —     | —     | —     | —     | —     | Nude EP               |
| 2017 | "Jungle" feat. Elliphant                  | —     | —     | —     | —     | —     | —     | —     | —     | —     | —     | —     | —     | —     | —     | —     | Nude EP               |
| 2017 | "'71 Charger"                             | —     | —     | —     | —     | —     | —     | —     | —     | —     | —     | —     | —     | —     | —     | —     | RIDE                  |
| 2017 | "Hate the Way I Love You"                 | —     | —     | —     | —     | —     | —     | —     | —     | —     | —     | —     | —     | —     | —     | —     | RIDE                  |
| 2017 | "Ride"                                    | —     | —     | —     | —     | —     | —     | —     | —     | —     | —     | —     | —     | —     | —     | —     | RIDE                  |
| 2019 | "Walk with Me"                            | —     | —     | —     | —     | —     | —     | —     | —     | —     | —     | —     | —     | —     | —     | —     | Singlar utan album    |
| 2019 | "Fiction Feels Good"                      | —     | —     | —     | —     | —     | —     | —     | —     | —     | —     | —     | —     | —     | —     | —     | Singlar utan album    |
| 2020 | "Alice"                                   | —     | —     | —     | —     | —     | —     | —     | —     | —     | —     | —     | 96    | —     | —     | —     | Så mycket bättre 2020 |
| 2020 | "Du är min man"                           | —     | —     | —     | —     | —     | —     | —     | —     | —     | —     | —     | 72    | —     | —     | —     | Så mycket bättre 2020 |
| 2020 | "Jag är en vampyr"                        | —     | —     | —     | —     | —     | —     | —     | —     | —     | —     | —     | 43    | —     | —     | —     | Så mycket bättre 2020 |
| 2021 | "Sötvattentårar"                          | —     | —     | —     | —     | —     | —     | —     | —     | —     | —     | —     | —     | —     | —     | —     | Singlar utan album    |
| 2022 | "Neon Lights"                             | —     | —     | —     | —     | —     | —     | —     | —     | —     | —     | —     | —     | —     | —     | —     | Singlar utan album    |
| 2023 | "Tattoo"                                  | 9     | 1     | 13    | 14    | 3     | 3     | 1     | 1     | 2     | 1     | 22    | 1     | 2     | 7     | 1     | Melodifestivalen 2023 |

### Album
| År   | Information                       |
| ---- | --------------------------------- |
| 2012 | Heal - Släpptes: 22 oktober 2012  |
| 2017 | Ride - Släpptes: 24 november 2017 |

### EP:s
- 2017 – NUDE

### Som gästartist
| År   | Låt                                | Album                    |
| ---- | ---------------------------------- | ------------------------ |
| 2004 | "Vill ha dig" (Freestyle)          | Det bästa från Idol 2004 |
| 2005 | "The Snake" (Rob'n'Raz)            |                          |
| 2005 | "Tapper Soldat" (Fronda)           |                          |
| 2007 | "Lyckliga gatan" (Governor Andy)   | Underhållningsmaskinen   |
| 2013 | "Requiem Solution (låt)" (Kleerup) |                          |

## Film
- 2007 – Shrek den tredje som Törnrosa - svenskspråkig dubbning
- 2008 – Barbie: Mariposa och hennes vänner Fjärilsälvor som Willa - svensk dubbning
- 2011 – Smurfarna som Smurfan - svensk dubbning
- 2021 – Vinterviken

## TV

### Som programledare
- 2005 – Lyssna (TV-program)

### Som inslagsproducent/regissör
- 2007 – Frufritt
- 2008 – Matakuten
- 2011 – Värsta pojkvänsakademin

### Som deltagare
- 2022 – Över Atlanten, säsong 4

## Utmärkelser
- Gaygalan 2013 - Årets svenska låt ("Euphoria")[31]
- Gaygalan 2012 - Årets svenska låt ("My Heart is Refusing Me")[31]
- Marcel Bezençon Award - Press Award (Melodifestivalen 2012)[43]
- Marcel Bezençon Award - Artistic Award (Melodifestivalen 2012)[43]
- Marcel Bezençon Award - Artistic Award (Eurovision Song Contest 2012)[49]
- Marcel Bezençon Award - Composer Award (Eurovision Song Contest 2012)[49]
- Rockbjörnen 2012 för Bästa svenska låt (Euphoria)
- Rockbjörnen 2012 för Bästa kvinnliga liveartist

### Fotnoter
1. ↑  I Sveriges befolkning 1990 står hon skriven som Lorine Sidi Baba.[1]
2. ↑  Hennes folkbokförda namn är "Lorine Zineb Noka Talhaoui", noterat på bland annat Upplysning.se och Ratsit.se.[4] I en videointervju med tyska TV-kanalen Bravo menar hon dock att "Noka" i hennes folkbokförda namn är en felskrivning och att "Nora" är det korrekta namnet.[5]
3. ↑  I tidningen KP är Åkersberga angiven som födelseort, men i Sveriges befolkning 1990 står Danderyd som födelseort